# Tainai

Tainai (胎内市 Tainai-shi?) este un municipiu din Japonia, prefectura Niigata.